# Henri Lehmann (anthropologue)
Pour les articles homonymes, voir Henri Lehmann et Lehmann.
Henri Lehmann (né Heinz Lehmann) est un anthropologue et archéologue français d'origine allemande né en 1905 à Charlottenburg (Allemagne) et mort le 3 août 1991 à La Verrière.

## Biographie
Henri Lehmann fait des études d'histoire de l'art à Fribourg puis à Vienne et soutient une  thèse de  doctorat en  philosophie à l'Université de Francfort-sur-le-Main sur la sculpture en Lombardie au XVe siècle (1928). Cette même année, il effectue un  stage au Museum für Völkerkunde, où il est chargé de choisir les objets d'une exposition d'art maya qui doit s'ouvrir à l'académie des Beaux-Arts. C'est son premier contact avec cette civilisation et la naissance de sa vocation d'américaniste. En 1933, alors qu'il a décidé de quitter l'Allemagne hitlérienne, il visite à Paris le Musée d'ethnographie du Trocadéro où il rencontre Georges Henri Rivière qui lui propose un poste au Musée. Il réalisera l'ensemble de sa carrière au Musée d'Ethnographie (qui devient le Musée de l'Homme en 1938) où il sera chargé du département d'Amérique en 1946, sous-directeur en 1960 puis Professeur sans chaire en 1969 et jusqu'à sa retraite.
Pendant les années 30 à Paris, il suit l'enseignement de Marcel Mauss et de Marcel Cohen à l’École des hautes études, avec Denise Paulme et André Leroi-Gourhan et obtient un certificat d'Ethnologie. Il fréquente aussi les cercles artistiques parisiens. Naturalisé français en 1938, il est mobilisé lors du début de la guerre. En 1940, Lehmann obtient sa nomination en Colombie par l'intermédiaire de Paul Rivet qui s'y est réfugié après l'instauration du régime de Vichy en France. Financé par la Fondation Rockefeller, Henri Lehmann réalise alors, entre 1941 et 1944 d'importants travaux ethnographiques et archéologiques, dans la région de Popayán: des enquêtes linguistiques et anthropologiques chez les Guambiano-Kokonuko, ainsi que chez les Kwaiker. Il fonde le musée de Popayán, qu'il dirige de 1942 à 1945, date à laquelle Paul Rivet l'invite pour une série de conférence à Mexico. Henri Lehmann participe à quelques fouilles au Mexique avant de rejoindre Paris, où il prend en charge le département Amérique du Musée de l'Homme. En 1961 il épouse Suzanne Montigny (qui l'assistera lors de l'exposition Arts Maya du Guatemala qui se tiendra au Grand Palais en 1968).
À partir de 1953 et jusqu'à sa retraite au début des années 80, Henri Lehmann travaillera essentiellement au Guatemala, où il dirigera plusieurs missions scientifiques, notamment comme responsable d'une équipe pluridisciplinaire du CNRS (RCP 294) dans le Quiche (région de San Andrés Sajcabaja) mais surtout celle de Mixco Viejo où il travaille entre 1953 et 1967 à la reconstruction du site maya tardif. 
Homme de terrain, reconnu pour sa proximité auprès des équipes locales, Henri Lehmann augmenta les collections du département d'Amérique du Musée de l'Homme, notamment par un mécénat qui permit l'acquisition de pièces rares. Il a légué sa bibliothèque, sa photothèque et l'ensemble de sa documentation au Muséum.

## Publications (liste non exhaustive)
- Cerámicas del antiguo Perú de la colección Wassermann-San Blás, Talls. de la S. A: Casa de Jacobo Peuser (Buenos Aires), 1938.
- The archaeology of the Popayan region, « Handbook of South American Indians », vol. 2, pp. 861-864, Washington, 1946.
- Les civilisations précolombiennes, Paris, Presses universitaires de France, 1952, 126 p.
- Les céramiques précolombiennes, Paris, Presses universitaires de France, 1959, 125 p.
- Amérique, introduction Chefs-d'Œuvre du Musée de l'Homme, Paris, Caisse nationale des Monuments Historiques, 1965, p. 153-158.
- Guía de las ruinas de Mixco Viejo (Guatemala), 48 p. Tipografía Nacional de Guatemala (es), 1968.
- Mixco Viejo. Guide aux ruines de Mixco Viejo, Guatemala, Ed. Malvina, Niort 1968, 42 p., ill.
- Arts Maya du Guatemala, catalogue de l'Exposition du Grand Palais (juin à octobre). Réunion des Musées Nationaux, Paris 1968, 222 p. (En collaboration avec divers auteurs).
- Andres Sajcabajà. Peuplement, organisation sociale et encadrement d'une population dans les hautes terres du Guatemala, in: L'Homme], 1985, tome 25, no 94, p. 165-166.

### Film
- Colotenango, film sonorisé de 50 minutes en kodachrome, 16 mm, Comité du film ethnographique, Musée de l'Homme, Paris, 1964.